# Chad le Clos
Chad Guy Bertrand le Clos (Durban, 12 de abril de 1992) es un deportista sudafricano que compite en natación, especialista en los estilos libre y mariposa.
Participó en tres Juegos Olímpicos de Verano, obteniendo en total cuatro medallas, dos en Londres 2012, oro en 200 m mariposa y plata en 100 m mariposa, y dos de plata en Río de Janeiro 2016, en 200 m libre y 100 m mariposa, y el quinto lugar en Tokio 2020, en 200 m mariposa.
Ganó siete medallas en el Campeonato Mundial de Natación entre los años 2013 y 2019, y diecinueve medallas en el Campeonato Mundial de Natación en Piscina Corta entre los años 2010 y 2022.
En 2013 fue condecorado con la Orden de Ikhamanga de Plata (OIS).

## Palmarés internacional
| Juegos Olímpicos                    | Juegos Olímpicos        | Juegos Olímpicos  | Juegos Olímpicos |
| Año                                 | Lugar                   | Medalla           | Prueba           |
| ----------------------------------- | ----------------------- | ----------------- | ---------------- |
| 2012                                | Londres (Reino Unido)   | Medalla de oro    | 200 m mariposa   |
| 2012                                | Londres (Reino Unido)   | Medalla de plata  | 100 m mariposa   |
| 2016                                | Río de Janeiro (Brasil) | Medalla de plata  | 200 m libre      |
| 2016                                | Río de Janeiro (Brasil) | Medalla de plata  | 100 m mariposa   |
| Campeonato Mundial                  |                         |                   |                  |
| Año                                 | Lugar                   | Medalla           | Prueba           |
| 2013                                | Barcelona (España)      | Medalla de oro    | 100 m mariposa   |
| 2013                                | Barcelona (España)      | Medalla de oro    | 200 m mariposa   |
| 2015                                | Kazán (Rusia)           | Medalla de oro    | 100 m mariposa   |
| 2015                                | Kazán (Rusia)           | Medalla de plata  | 200 m mariposa   |
| 2017                                | Budapest (Hungría)      | Medalla de oro    | 200 m mariposa   |
| 2019                                | Gwangju (Corea del Sur) | Medalla de bronce | 100 m mariposa   |
| 2019                                | Gwangju (Corea del Sur) | Medalla de bronce | 200 m mariposa   |
| Campeonato Mundial en Piscina Corta |                         |                   |                  |
| Año                                 | Lugar                   | Medalla           | Prueba           |
| 2010                                | Dubái (EAU)             | Medalla de oro    | 200 m mariposa   |
| 2012                                | Estambul (Turquía)      | Medalla de oro    | 100 m mariposa   |
| 2012                                | Estambul (Turquía)      | Medalla de plata  | 50 m mariposa    |
| 2014                                | Doha (Catar)            | Medalla de oro    | 200 m libre      |
| 2014                                | Doha (Catar)            | Medalla de oro    | 50 m mariposa    |
| 2014                                | Doha (Catar)            | Medalla de oro    | 100 m mariposa   |
| 2014                                | Doha (Catar)            | Medalla de oro    | 200 m mariposa   |
| 2016                                | Windsor (Canadá)        | Medalla de oro    | 50 m mariposa    |
| 2016                                | Windsor (Canadá)        | Medalla de oro    | 100 m mariposa   |
| 2016                                | Windsor (Canadá)        | Medalla de oro    | 200 m mariposa   |
| 2016                                | Windsor (Canadá)        | Medalla de plata  | 200 m libre      |
| 2018                                | Hangzhou (China)        | Medalla de oro    | 100 m mariposa   |
| 2018                                | Hangzhou (China)        | Medalla de plata  | 50 m mariposa    |
| 2018                                | Hangzhou (China)        | Medalla de plata  | 200 m mariposa   |
| 2018                                | Hangzhou (China)        | Medalla de bronce | 100 m libre      |
| 2021                                | Abu Dabi (EAU)          | Medalla de plata  | 100 m mariposa   |
| 2021                                | Abu Dabi (EAU)          | Medalla de bronce | 200 m mariposa   |
| 2022                                | Melbourne (Australia)   | Medalla de oro    | 100 m mariposa   |
| 2022                                | Melbourne (Australia)   | Medalla de oro    | 200 m mariposa   |